# Opération Litani
Ne doit pas être confondu avec Intervention militaire israélienne au Liban de 1982.

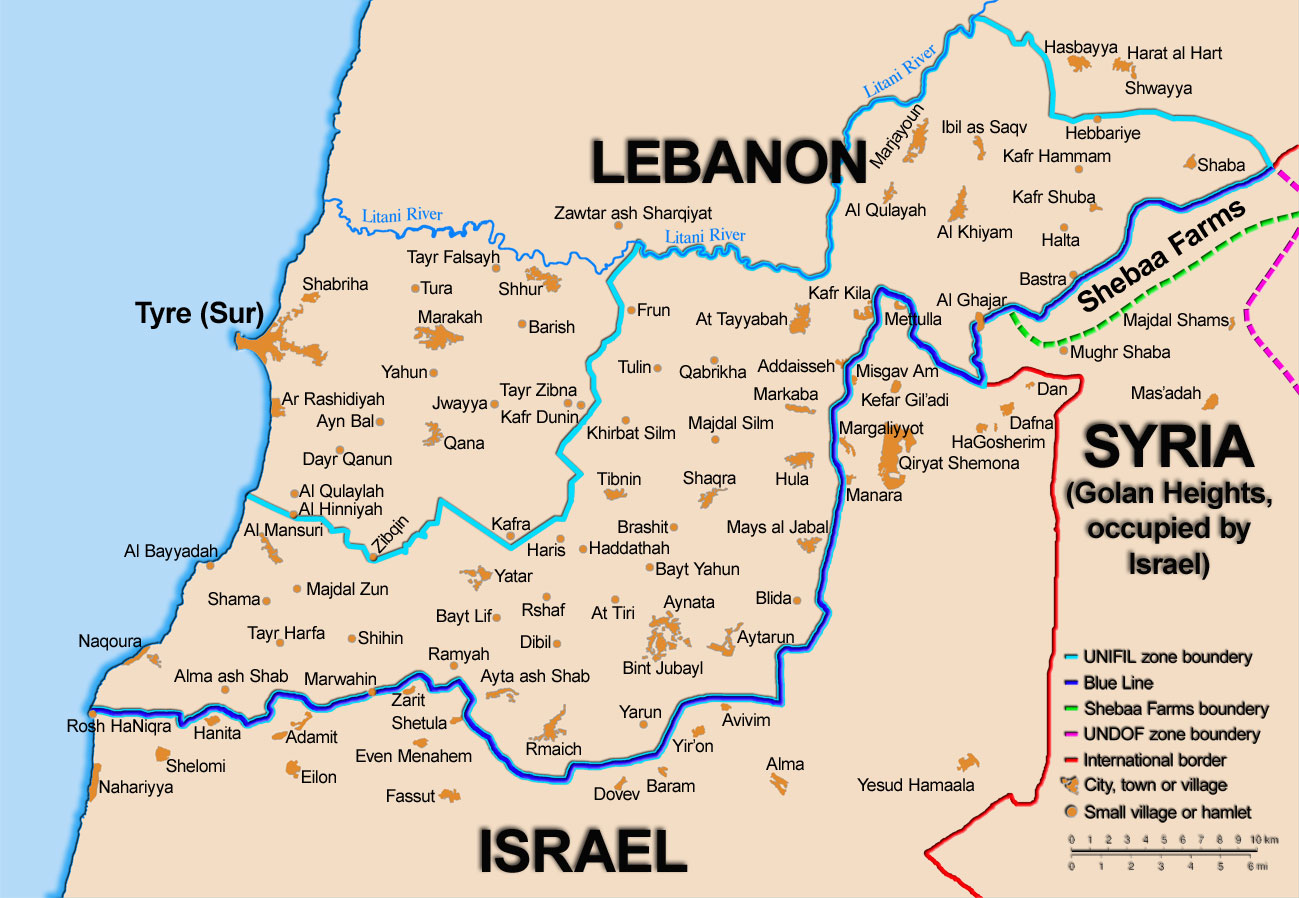
Carte montrant la ligne de démarcation (en bleu) entre le Liban et Israël, établie par l'ONU après l'opération le conflit du Sud-Liban de 1978 et le retrait israélien de 1978. Elle suit la ligne verte correspondant à celle du cessez-le-feu de 1949.

Le conflit du Sud-Liban de 1978  se produit du 14 au 21 mars 1978 lorsque l'armée israélienne envahit une partie du Liban du Sud. Cette invasion est condamnée par l'ONU en vertu de la résolution 425 du Conseil de sécurité, qui demande à Israël de retirer ses forces du territoire libanais. Ce retrait n'a été effectif que 22 ans plus tard, le 16 juin 2000.
Ce conflit cause la mort de près de 1 100 victimes civiles, des Libanais et des Palestiniens,. 
Israël appelle l'invasion opération Litani (hébreu : מבצע ליטני, Mivtsa Litani), du nom du fleuve qui coule au sud du Liban. Son armée qui entre dans le territoire libanais sur une profondeur d'environ 40 km, repousse l'Organisation de libération de la Palestine au-delà du Litani, vers Saïda ou Beyrouth. L'opération aboutit de fait, après un retrait formel de l'armée israélienne, à une occupation indirecte et continue par l’État hébreu de 700 km2 du Sud-Liban au moyen d'une milice de supplétifs libanais qu'Israël établit dans cette zone.

## Contexte
(janvier 2024).
- Si vous ne connaissez pas le sujet, laissez ce bandeau (vous pouvez alors contacter les auteurs).
- Si vous supprimez le contenu mis en cause (vous pouvez préalablement contacter les auteurs),

argumentez précisément cette suppression dans la page de discussion
(un manque de référence n'est pas un argument ; une recherche réelle de référence doit avoir été effectuée, être formellement documentée).
100 000 Palestiniens ayant fui devant l'armée israélienne en 1948-1948 ont trouvé refuge au Liban. À la suite de la guerre de 1967, le nombre de Palestiniens passe à 200 000.
- Organisations résistantes palestiniennes au sud du Liban

À la fin des années 1960, les organisations de résistance palestiniennes, en particulier l'OLP , ont commencé à mener des activités organisées dans les camps d'entraînement qu'elles avaient établis au sud du Liban et à utiliser ces camps comme base pour des opérations de résistance contre Israël. Expulsion des organisations palestiniennes de Jordanie à la suite des événements de septembre 1970.
- Le rapprochement entre Israël et les chrétiens du Liban*

Simultanément au renforcement des organisations palestiniennes au Liban, il y a eu un rapprochement entre Israël et les chrétiens du Liban . Pendant la guerre du Liban qui a eu lieu dès les années 1975-1976 , Israël a mis en œuvre a commencé à fournir des armes et à entraîner des forces de chrétiens libanais , bien que dans une mesure limitée. L'entrée de la Syrie au Liban à la fin de la guerre civile s'est accompagnée d'un accord syro-israélien selon lequel les forces syriennes ne traverseraient pas le fleuve Litani.
Le dix-huitième gouvernement israélien dirigé par le Likoud , arrivé au pouvoir en mai 1977 , a renforcé et rendu visible la coopération avec les chrétiens du sud du Liban, dans le but d'empêcher les organisations palestiniennes de s'approcher de la barrière frontalière avec Israël. Le 2 mars 1978, une force de l'OLP a attaqué le village de Maron al-Ras, près de la frontière avec Israël, et a réussi à prendre le contrôle des armes et des véhicules fournis aux chrétiens par Tsahal. Israël voudrait prouver à ses alliés chrétiens qu’il s’engage à les protéger et qu’il n’acceptera pas de telles actions

## Causes de l’intervention militaire
Le but d'Israël est d'« établir une zone de sécurité le long de sa frontière nord »
L'opération militaire est déclenchée le 14 mars 1978, trois jours après le massacre de la route côtière qui a causé la mort de 37 Israéliens civils et blessé 71 personnes dans un bus près de Tel Aviv, par des membres fedayin du Fatah de l'OLP infiltrés en Israël depuis les côtes libanaises. Cette attaque est la dernière et la plus meurtrière d'une série d'attaques palestiniennes conduites depuis le territoire libanais sur le territoire israélien. 
Des milliers de combattants de diverses factions palestiniennes de l'OLP se trouvent sur le sol libanais et le Quartier général de l'OLP est à Beyrouth.
L'objectif annoncé de l'opération Litani était de détruire les bases de l'OLP situées au sud de la rivière Litani, afin de mettre fin aux infiltrations de terroristes et d'apporter la sécurité dans le Nord d'Israël mais également de créer un glacis et une base d'annexions, glacis géré par les milices chrétiennes sous obédience israélienne.

## Déroulement
Dans la nuit du 14 au 15 mars 1978, l’armée israélienne lance l’opération « Litani ». Ses forces envahissent le territoire libanais sur une profondeur d’environ 40 km, jusqu’au fleuve Litani, au prix de massacres dans certaines localités de la région.
Le Liban porte plainte contre Israël devant le Conseil de sécurité de l'ONU.
A la fin de l'opération, l'armée israélienne est arrêtée par le Conseil de sécurité de l'ONU qui, par la résolution 425 exige son retrait et le déploiement d'une force d'interposition, la FINUL, le 19 mars. Le 21 mars, le ministre de la Défense, Ezer Weizman, ordonne à l’armée un cessez-le-feu et marque la fin de l'opération israélienne. 
Au cours de celle-ci, 18 soldats israéliens sont tués et 113 sont blessés. 300 à 500 combattants palestiniens sont tués[réf. nécessaire].

## Bilans
1 186 civils libanais sont tués, 285 000 personnes sont réfugiées et 82 villages sont endommagés dont 6 complètement détruits dans le Sud-Liban selon le quotidien libanais L'Orient le Jour.
Selon Auguste Richard Norton, professeur de relations internationales à l'Université de Boston, l'opération militaire de Tsahal a tué environ 1 100 personnes, la plupart d'entre elles, étaient des civils palestiniens et libanais,.

## Condamnation par l'ONU
La résolution 425 adoptée à l'unanimité du Conseil de sécurité de l'ONU le 19 mars 1978 ordonne à Israël de cesser  « immédiatement son action militaire contre  l'intégrité territoriale du Liban » et de  « retirer sans délai ses forces du territoire  libanais ».
Cette résolution fonde la Force intérimaire des Nations unies au Liban afin de s'assurer du retrait des forces israéliennes du Liban, de permettre la sécurité à la frontière et d'aider le gouvernement libanais à restaurer son autorité effective dans le sud de son territoire.
Le retrait de l'armée israélienne ne se réalise que 22 ans plus tard, en 2000.

## Occupation israélienne du Sud-Liban au moyen d'une troupe de supplétifs
En juin 1978, l'armée israélienne se retire de la zone libanaise, toutefois, il s’agit d’un retrait «purement formel» : l’armée israélienne établit sur un territoire de 700 km2 du Sud-Liban une zone tampon, « de sécurité », qu'elle confie à une milice de supplétifs, commandée par Saad Haddad, et appelée Armée du Liban-Sud. Augustus Richard Morton y voit aussi bien une zone «d'insécurité». Selon Daniel Meier, Israël en utilisant ces supplétifs libanais mettait en œuvre une stratégie visant à «redessiner la frontière (re-bordering) suivant ses intérêts». 
150 000 Libanais vivent dans la zone censée sécuriser l’État d'Israël. Ce territoire représente 10% de la superficie du Liban.
Le Sud-Liban entre alors dans une période d'extrême instabilité. Il est divisé en deux zones : la zone «de sécurité» israélienne contrôlée par la milice libanaise collaborant avec Israël ; une autre zone contrôlée par des milices palestiniennes. Les attaques des deux côtés sont quotidiennes. Les populations civiles font les frais notamment, selon D. Meier, des «contre-attaques indiscriminées de l’aviation israélienne, ou de l’épuration meurtrière lancée par les supplétifs du major Saad Haddad sur les villages musulmans de la région frontalière désormais occupée».